# Kamień litograficzny

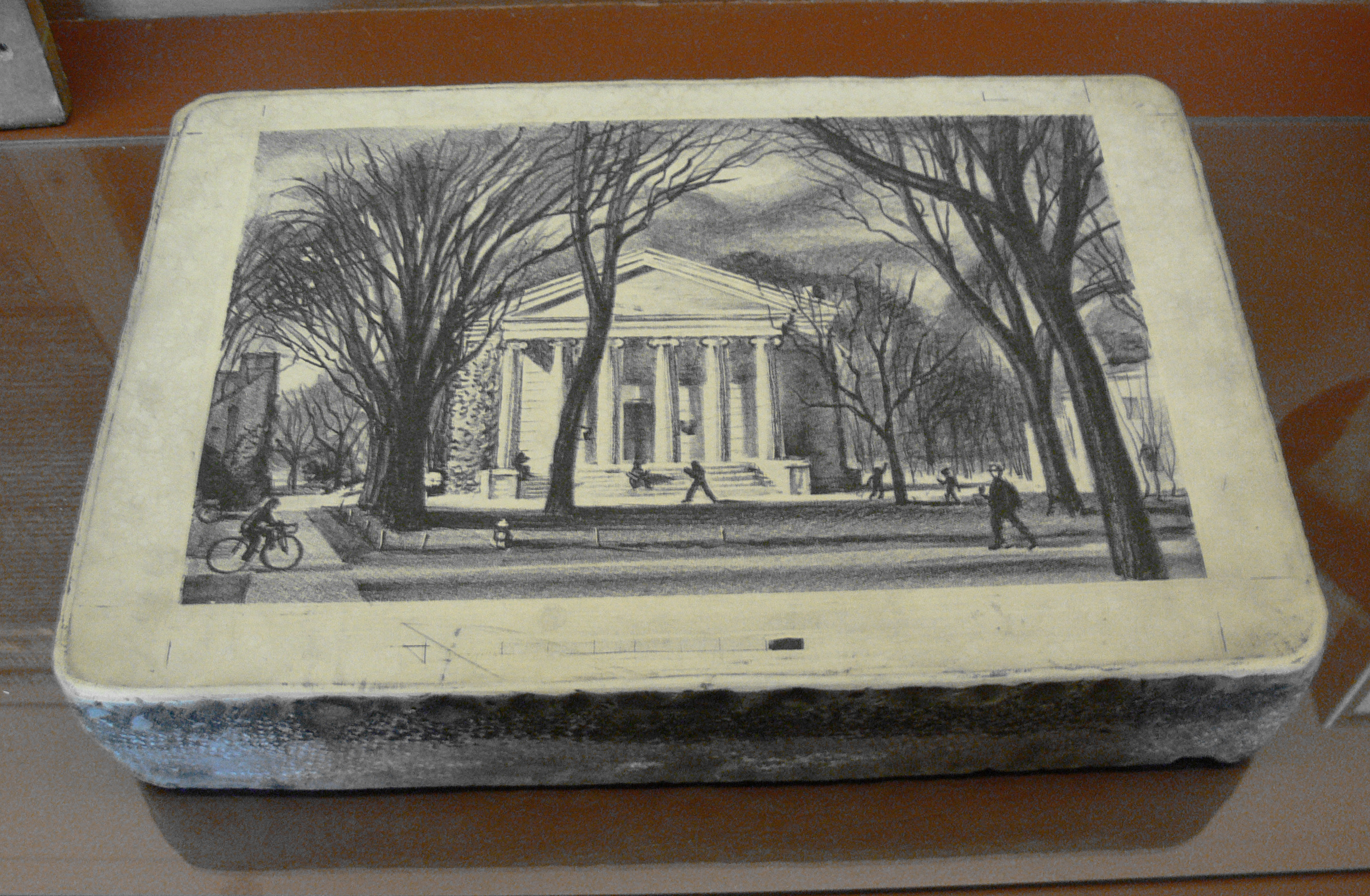
Kamień litograficzny pokryty rysunkiem

Kamień litograficzny, łupek litograficzny – odmiana spoistego kamienia wapiennego używana w formie płyt w litografii.
W zależności od koloru i twardości dzielą się na miękkie – jasne w kolorze, używane w rysunku piórkiem, kredką litograficzną, ossa sepia i rysunkach lawowanych oraz twarde – ciemne, używane w kamieniorycie i kwasorycie na kamieniu.